# Lotus brunneri
Lotus brunneri är en ärtväxtart som beskrevs av Philip Barker Webb. Lotus brunneri ingår i släktet käringtänder, och familjen ärtväxter. Inga underarter finns listade i Catalogue of Life.